# Ауэрсталь
Ауэрсталь (нем. Auersthal) — ярмарочная коммуна (нем. Marktgemeinde) в Австрии, в федеральной земле Нижняя Австрия.
Входит в состав округа Гензерндорф. Население составляет 1863 человека (на 31 декабря 2005 года). Занимает площадь 15,18 км². Официальный код — 3 08 04.

## Политическая ситуация
Бургомистр коммуны — Фердинанд Фюрхаккер (АНП) по результатам выборов 2005 года.
Совет представителей коммуны (нем. Gemeinderat) состоит из 19 мест.
- АНП занимает 11 мест.
- СДПА занимает 8 мест.